# سارا درو
سارا درو (به انگلیسی: Sarah Drew) (زاده ۱ اکتبر ۱۹۸۰) بازیگر آمریکایی است.
او در سریال آناتومی گری ایفاگر نقش دکتراپریل کپنر است.